# Pacific Beach

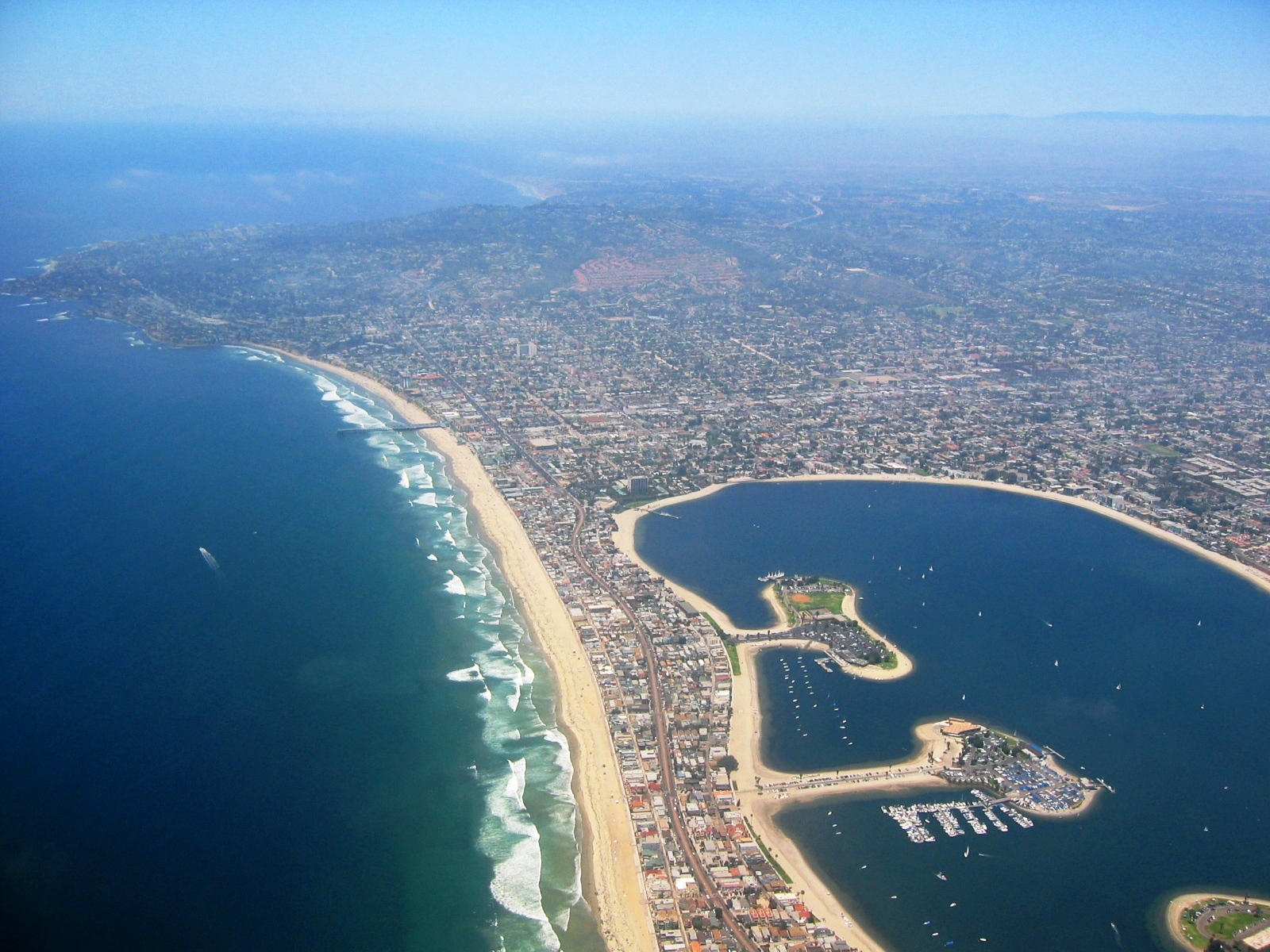
Luftbild von Pacific Beach mit Crystal Pier (links oben) und Mission Bay (rechts unten)

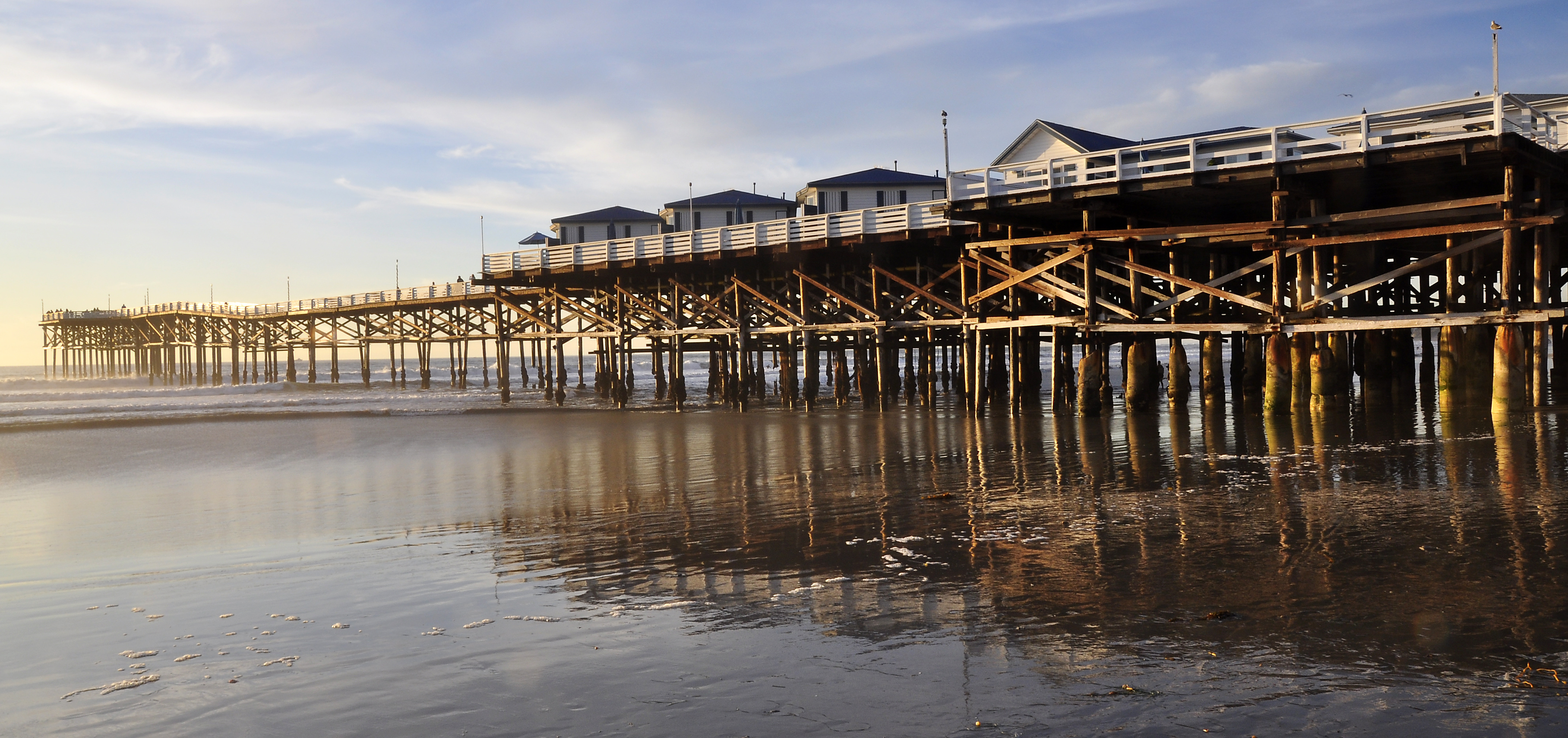
Crystal Pier

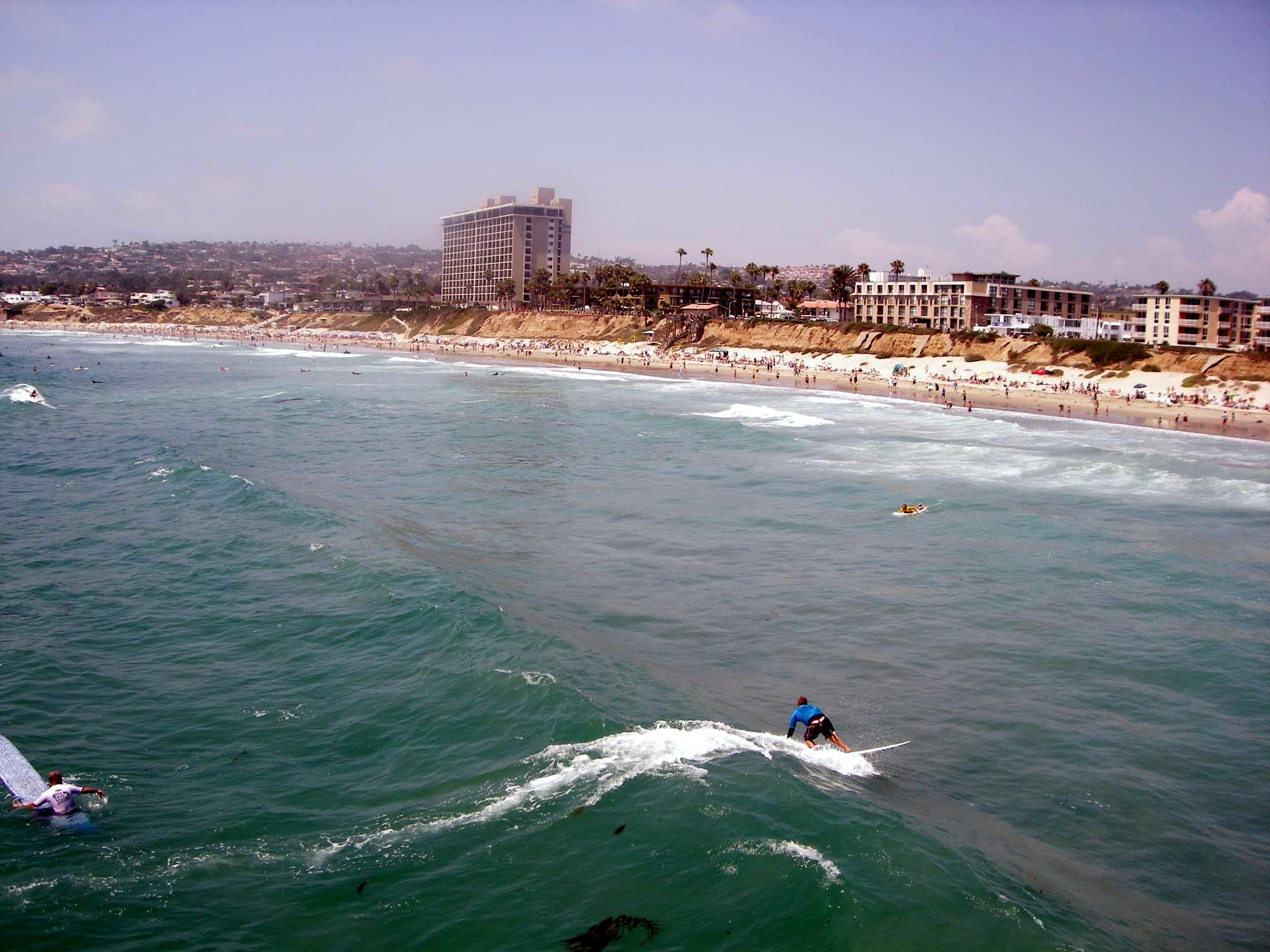
Surfer vor der Pacific Beach Skyline

Pacific Beach (bei den Einwohnern meist nur PB genannt) ist ein an der Küste gelegener Stadtteil von San Diego, 10 km nördlich San Diegos Downtown. Er hat etwa 40.000 Einwohner. 

## Geologie
Pacific Beach grenzt im Süden an Mission Beach und Mission Bay, im Norden an La Jolla und im Osten an Clairemont. Die Hauptstraße in Pacific Beach, die Garnet Avenue, mündet auf die 1927 erbaute Crystal Pier, auf der sich ein Hotel mit Bungalows befindet. Der Stadtteil ist bekannt für seine Surfszene, die an den Stränden Turmaline und Law Street zu beobachten ist. Entlang des breiten Strandes führt eine etwa 5 km lange Promenade mit Radweg („Ocean Boulevard“), die immer sehr belebt ist, von La Jolla bis nach Mission Beach. Viele der Straßen, die in Ost-West-Richtung zum Pazifik führen, tragen Namen von Edelsteinen (z. B.Turquoise, Sapphire, Tourmaline, Opal, Beryl, Chalcedony, Diamond, Emerald)
Die Hauptstraße in Pacific Beach, die Garnet Avenue, mündet auf die 1927 erbaute Crystal Pier, auf der sich ein Hotel mit Bungalows befindet.

## Geschichte
Die Geschichte von PB begann 1885 mit der Fertigstellung der Eisenbahnlinie von der Ostküste bis nach San Diego. Massive Werbekampagnen durch die Eisenbahn und Handelskammern zogen einen Strom von Immigranten an, die sich nördlich von San Diego niederließen. Ramona, Del Mar, San Marcos, El Cajon, Lakeside und La Jolla sind einige der Orte die in dieser Zeit an der Küste entstanden. Ende 1889 wurde die „San Diego & Pacific Beach Railroad“ fertiggestellt. Es dauerte noch bis 1906, bis die „Los Angeles & San Diego Beach Railway“ angeschlossen wurde, so dass der gesamte Küstenabschnitt boomte. In den 1920er Jahren hatte PB noch 500 Einwohner, in den 1950er Jahren waren es bereits um die 30.000.
1964 wurde Sea World eröffnet und bringt seitdem viele Touristen in die Region.